# Anders Melander
Bengt Anders Melander, född 7 januari 1948 i Gustav Vasa församling, Stockholm, är en svensk popmusiker och kompositör. Han har medverkat i Nationalteatern och är ena halvan av popduon Cue. I Nationalteatern var han tillsammans med Ulf Dageby huvudsaklig låtskrivare. Även känd för att ha skrivit låten "Hallå Västindien", känd med Vikingarna & Curt Haagers i var sin inspelning.

## Diskografi

### Album
- 1990 – Ebba och Didrik.[3]

### Singlar
- 1980 – Lycka till!.[4]
- 1989 – Ebba och Didrik (TEA-002).[5]
- 1990 – Ebba och Didrik.[6]

### Medverkar på album
- 1972 – Man mognar med åren med Nynningen.[7]
- 1994 – Björnes favoriter.[8]

## Filmmusik i urval
- 1978 – Dagar med Knubbe (TV-serie)
- 1980 – Lycka till (TV-serie)
- 1990 – Ebba och Didrik (TV-serie) med låten Lagt kort ligger
- 1994 – År av drömmar (TV-serie)
- 1997 – Rika barn leka bäst
- 1997 – Glappet (TV-serie)
- 2001 – Tsatsiki - vänner för alltid
- 2002 – Suxxess